# Leela Chitnis

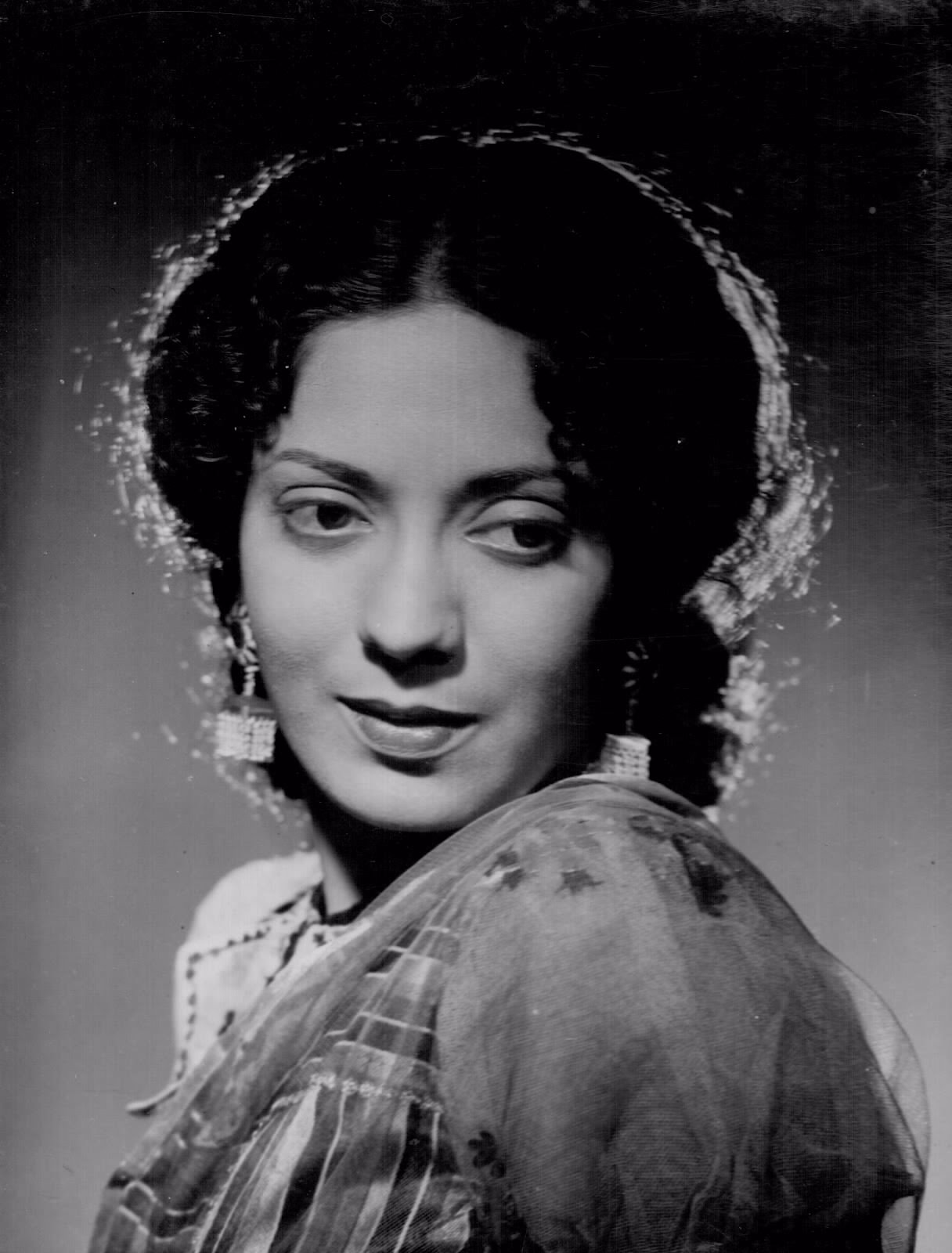
Leela Chitnis

Leela Chitnis (* 9. September 1909 in Dharwar, Karnataka; † 14. Juli 2003 in Danbury, Connecticut) war eine indische Schauspielerin.

## Leben
Sie begann in den frühen 1930er Jahren als Bühnenschauspielerin in der marathischen Theatergruppe „Natyamanwantar“ von Keshav Narayan Kale. Zum Film kam sie 1935. Sie spielte bei den Gesellschaften Sagar, Prabhat und Ranjit Movietone, bevor sie um 1940 in den Filmen Kangan, Azad, Bandhan und Jhoola Hauptrollen neben Ashok Kumar bei Bombay Talkies übernahm. 1941 war sie als erster indischer Filmstar Werbemodel für Lux-Seife. Bereits 1948 in Shaheed spielte sie zum ersten Mal die Mutter des Filmhelden. Die Rolle einer verwitweten oder verlassenen Mutter in weißem Sari verkörperte sie fortan häufig, so für Raj Kapoor, Dilip Kumar oder Dev Anand, und prägte damit ihr Image beim Zuschauer.
Unter der Regie von Master Vinayak und Raja Paranjpe trat sie gelegentlich in Marathi-Filmen auf. Bei Aaj Ki Baat (1955) führte sie selbst Regie. Ihre Autobiographie Chanderi Duniyet erschien 1981. Den letzten Filmauftritt hatte sie 1985. In den späten 1980er Jahren zog sie zu ihren Kindern in die Vereinigten Staaten.

## Filmografie (Auswahl)
- 1936: Chhaya
- 1937: Wahan
- 1938: Jailor
- 1939: Sant Tulsidas
- 1939: Kangan
- 1940: Azad
- 1940: Bandhan
- 1940: Ardhangi/Ghar Ki Rani
- 1941: Jhoola
- 1948: Shaheed
- 1951: Awaara
- 1954: Baadbaan
- 1956: Awaaz
- 1957: Naya Daur
- 1958: Phir Subah Hogi
- 1958: Sadhna
- 1958: Post Box 999
- 1959: Dhool Ka Phool
- 1960: Apna Haath Jagannath
- 1960: Kala Bazaar
- 1961: Ganga Jumna
- 1961: Hum Dono
- 1961: Dharmputra
- 1964: Dosti
- 1965: Waqt
- 1965: Guide
- 1967: Dulhan Ek Raat Ki
- 1978: Satyam Shivam Sundaram